# Sant Mateu
Sant Mateu är en kommun i Spanien.   Den ligger i provinsen Província de Castelló och regionen Valencia, i den östra delen av landet, 300 km öster om huvudstaden Madrid. Antalet invånare är 2 112. Arean är 65 kvadratkilometer. Sant Mateu gränsar till Catí, Cervera del Maestre, La Jana, La Salzadella, Tirig och Xert. 
Terrängen i Sant Mateu är kuperad åt nordväst, men åt sydost är den platt.